# Yanalif
 (août 2024).

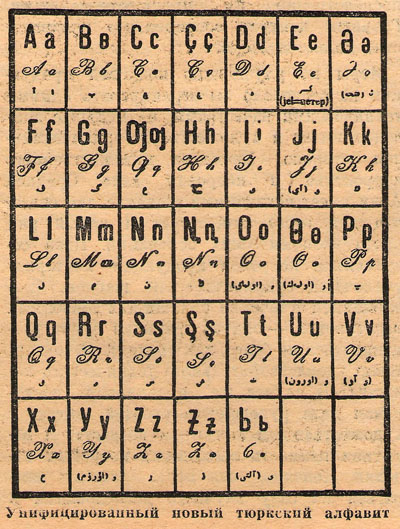
Les principales lettres du nouvel alphabet turc en 1932.

Le nouvel alphabet turc (en russe : Новый тюркский алфавит) ou yanalif, aussi écrit yañalif ou jaꞑalif, jaŋalif (en tatar latin : Jaꞑa əlifba / Yaña älifba, abrégé en Jaꞑalif / Yañalif, en tatar cyrillique : Яңалиф, signifiant « nouvel alphabet »), fut le premier système d'écriture en latin utilisé pour le tatar, le kazakh, le kirghize, l'ouzbek, le turkmène et quelques autres langues turques de l'Union soviétique dans les années 1930. Il remplace en 1928 le Yaña imlâ basé sur l'alphabet arabe. Le yanalif est à son tour remplacé par l'alphabet cyrillique en 1939.